# Lachnospira multipara
Lachnospira multipara es una especie de bacteria grampositiva del género Lachnospira. Fue descrita en el año 1956, es la especie tipo. Su etimología hace referencia a la producción de muchos productos. Es anaerobia estricta y móvil por flagelo polar. Tiene un tamaño de 0,4-0,6 μm de ancho por 2-4 μm de largo. Temperatura de crecimiento entre 30-45 °C. Catalasa negativa. Se ha aislado del rumen de ganado.  